# الیف الماس
الیف الماس (مقدونی: Елиф Елмас؛ زادهٔ ۲۴ سپتامبر ۱۹۹۹) بازیکن فوتبال اهل مقدونیه شمالی است که برای باشگاه ناپولی بازی می‌کند.
از باشگاه‌هایی که در آن بازی کرده‌است می‌توان به رابوتنیچکی و فنرباغچه و ناپولی اشاره کرد.
وی همچنین در تیم ملی فوتبال مقدونیه شمالی بازی کرده‌است.

## عملکرد باشگاهی

### دوران نوجوانی
الماس کار خود را در رابوتنیچکی در مقدونیه شمالی خود آغاز کرد. پس از یک فصل که در آن او ۶ گل در لیگ را به ثمر رساند و رابوتنیچکی به مقام سوم در لیگ برتر فوتبال مقدونیه رسید، وی تا سال ۲۰۲۲ به فنرباغچه پیوست و سیصد هزار یورو دریافت کرد. این هافبک تهاجمی پیش از عزیمت به ایتالیا در ژوئیه ۲۰۱۹، در بیش از ۴۰ بازی برای قناریان زرد در تمام رقابت‌ها چهار گل به ثمر رساند.

### ناپولی
در تاریخ ۲۴ ژوئیه ۲۰۱۹، ناپولی از امضای قرارداد با الماس از فنرباغچه خبر داد. این معامله به ارزش ۱۶ میلیون یورو گزارش شده بود، که در مجموع می‌تواند به ۱۹ میلیون یورو با پاداش برسد. الماس اولین گل خود برای ناپولی را در ۳ فوریه ۲۰۲۰ به ثمر رساند تا این باشگاه به پیروزی ۴ بر ۲ مقابل سمپدوریا کمک کند و سومین برد خود را در در تمام رقابت‌ها انجام داد.

## عملکرد ملی
الماس در مقدونیه در خانواده ای ترک‌تبار متولد شد. در ژوئیه سال ۲۰۱۷ گزارش شد سرمربی تیم ملی فوتبال ترکیه، سعی کرده‌است تا او را دعوت کند اما الماس تصمیم به ماندن در  تیم مقدونیه گرفت. 
در ۱۱ ژوئن ۲۰۱۷، در سن ۱۷ سالگی، الماس با حضور در نیمه اول به عنوان جایگزین اوستوجا استژپانوویچ اولین بازی خود را برای تیم ملی مقدونیه انجام داد.
الماس همچنین برای جام ملت‌های اروپا فوتبال زیر ۲۱ سال ۲۰۱۷ در لهستان در ترکیب تیم ملی زیر ۲۱ سال مقدونیه قرار گرفت و وی در حقیقت جوانترین بازیکن این تیم بود.

## افتخارات

### باشگاهی

#### رابوتنیچکی
- مقام دوم جام حذفی فوتبال مقدونیه:۱۶–۲۰۱۵